# Cláusula Filioque

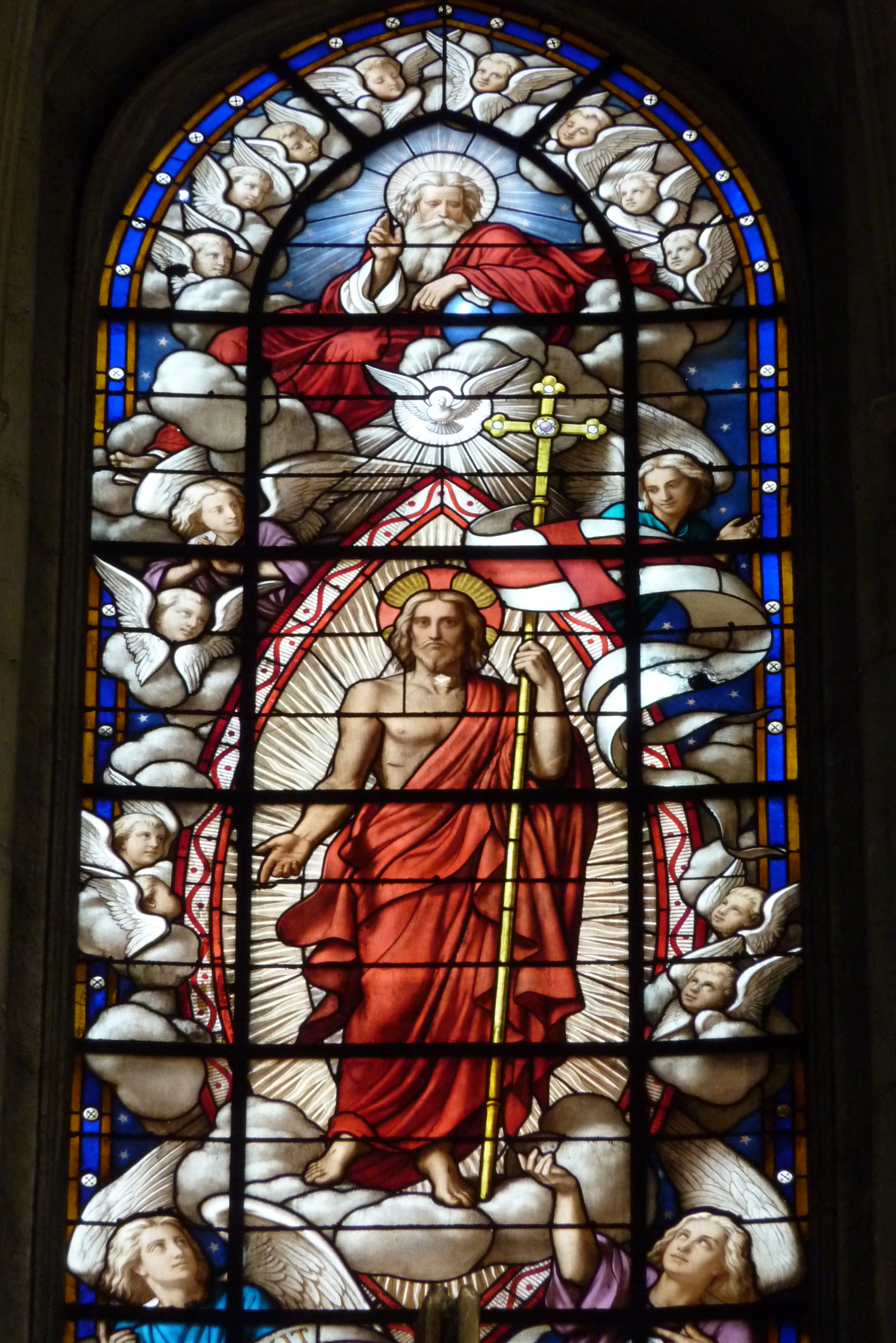
Santíssima Trindade. A procedência do Espírito Santo na Trindade é o tema da controvérsia sobre a cláusula Filioque
Vitral na Igreja de São Merry, em Paris

Filioque (em latim: "e (do) Filho") é uma frase encontrada na versão do Credo niceno-constantinopolitano em uso na Igreja Latina. Ela não está presente no texto grego desse credo como formulado originalmente no Primeiro Concílio de Constantinopla, onde se lê apenas que o Espírito Santo procede "do Pai":
| “ | Καὶ εἰς τὸ Πνεῦμα τὸ Ἅγιον, τὸ κύριον, τὸ ζωοποιόν, τὸ ἐκ τοῦ Πατρὸς ἐκπορευόμενον E no Espírito Santo, Senhor e fonte de vida, que procede do Pai | ” |

O texto, na versão latina, fala do Espírito Santo como procedendo "do Pai e do Filho":
| “ | Et in Spiritum Sanctum, Dominum et vivificantem, qui ex Patre Filioque procedit E no Espírito Santo, Senhor e fonte de vida, que procede do Pai e do Filho | ” |

Frequentemente diz-se que o primeiro caso conhecido da inserção da palavra Filioque na versão latina do Credo niceno-constantinopolitano ocorreu no Terceiro Concílio de Toledo (589) e que a sua inclusão a partir daí se espalhou espontaneamente por todo o Império dos Francos. No século IX, o Papa Leão III, ainda que aceitando a doutrina da procedência do Espírito Santo do Pai e do Filho, se opôs à adoção da cláusula Filioque. Em 1014, porém, o canto do credo — com a Filioque — foi adotado na celebração da missa em Roma.
A inserção foi inspirada pela doutrina, tradicional no Ocidente e encontrada também em Alexandria, que foi declarada dogmaticamente pelo Papa Leão I em 447, e que é chamada filioquismo. A esta doutrina opõe-se a doutrina do monopatrismo, formulada por Fócio (veja Cisma de Fócio), patriarca de Constantinopla, que manteve que a frase "que procede do Pai" (τὸ ἐκ τοῦ Πατρὸς ἐκπορευόμενον) do Credo niceno-constantinopolitano deve ser interpretada no sentido de "que procede do Pai sozinho (τὸ ἐκ μόνου τοῦ Πατρὸς ἐκπορευόμενον).
Os conflitos entre os defensores dessas duas doutrinas contribuíram para o Grande Cisma do Oriente de 1054 e ainda constituem um obstáculo para as tentativas de reunião das Igrejas Católica e Ortodoxa.

## Novo Testamento
Anthony E. Siecienski afirma que é importante reconhecer que "o Novo Testamento não afirma explicitamente a procedência do Espírito Santo como a teologia posterior entende e define a doutrina". Apesar disso, há "certos princípios estabelecidos no Novo Testamento que formataram a futura teologia trinitária e, em particular, textos que tanto os latinos quanto os gregos utilizaram para apoiar as suas respectivas posições frente à controvérsia da cláusula Filioque".
Em João 16:13–15, Jesus diz que o Espírito Santo "…há de receber do que é meu e vo-lo há de anunciar" e se argumenta que, nas relações entre as Pessoas da Trindade, uma delas não poderia "tomar" ou "receber" (em grego:  λήψεται) nada das outras exceto através da "procedência". Trechos como João 20:22 ("soprou sobre eles e disse-lhes: Recebei o Espírito Santo.") eram vistos pelos Padres da Igreja, especialmente Atanásio, Cirilo e Epifânio, como base para dizer que o Espírito Santo "procede substancialmente de ambos", do Pai e do Filho Outros trechos que tem sido utilizados no debate incluem Gálatas 4:6, Romanos 8:9, Filipenses 1:19, nos quais o Espírito Santo é identificado como "Espírito de seu Filho", "Espírito de Cristo" e "Espírito de Jesus Cristo", e em trechos do Evangelho de João sobre o envio do Espírito Santo por Jesus (João 14:16, João 15:26 e João 16:7)

## Controvérsia daFilioque

### Possíveis usos primitivos
Descobertas recentes mostraram que a mais antiga introdução conhecida do "e do Filho" no credo niceno-constantinopolitano pode ter sido num concílio local realizado no oriente, o Concílio de Selêucia-Ctesifonte, na Pérsia, por volta de 410 d.C.. Isto colocaria o evento vinte anos antes do cisma nestoriano separar a Igreja na Pérsia, que ficaria conhecida após o cisma como Igreja do Oriente, da Igreja do Império Romano. A Igreja do Oriente não inclui o "e do Filho" em sua versão do credo.

### Concílios ecumênicos sobre o credo

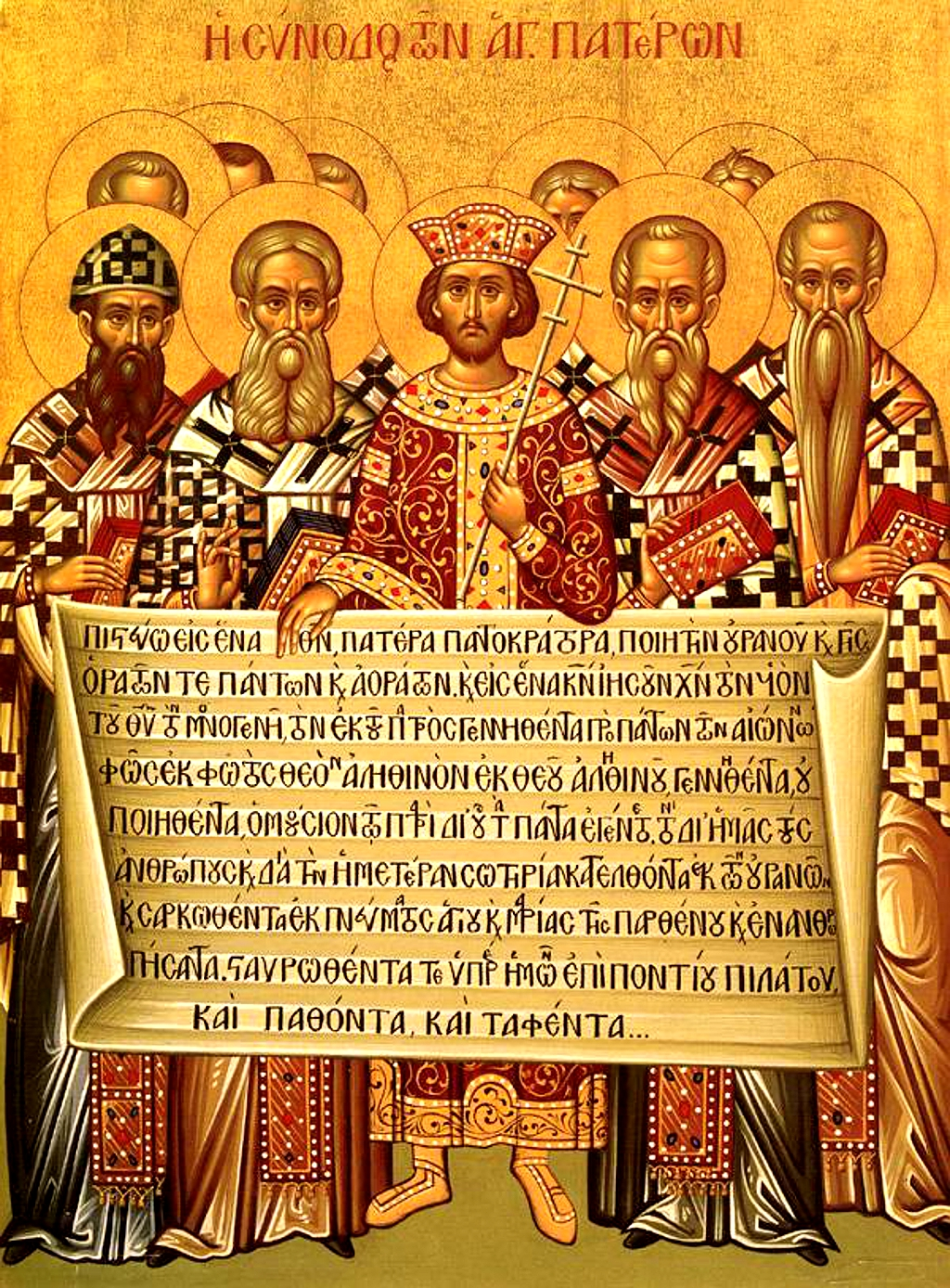
Credo niceno-constantinopolitano (381) na sua forma litúrgica grega colocado num ícone do Primeiro Concílio de Niceia (325).

O primeiro concílio ecumênico, chamado de Concílio de Niceia (325), fechou o seu credo com as palavras "e no Espírito Santo". O segundo, chamado de Concílio de Constantinopla (381), citava o Espírito Santo como tendo "procedido do Pai" (em grego:  ἐκ τοῦ Πατρὸς ἐκπορευόμενον), baseado em João 15:26 (em grego:  ὃ παρὰ τοῦ πατρὸς ἐκπορεύεται).
O terceiro, chamado de Primeiro Concílio de Éfeso (431), citou o credo em sua forma original de 325 e não na de 381, decretando em seu sétimo cânone:
| “ | É ilegal para qualquer um apresentar, escrever ou compor um credo diferente rivalizando com que foi estabelecido pelos santos padres reunidos com o Espírito Santo em Niceia. E os que ousarem compor uma profissão de fé diferente ou introduzi-la ou oferecê-la às pessoas que desejem se converter para reconhecer a verdade, seja a partir do paganismo ou do judaísmo ou de qualquer outra heresia, devem ser depostos, sejam bispos ou clérigos; bispos do episcopado e clérigos do sacerdócio; e se eles forem leigos, eles devem ser anatemizados | ” |
|   | — Sétimo cânone do Concílio de Éfeso. |   |

Enquanto o Concílio de Eféso proibiu a criação de um credo diferente que rivalizasse o do primeiro concílio ecumênico, foi o credo do segundo concílio que foi adotado liturgicamente no oriente e, posteriormente, numa variação latina, no ocidente. Esta variação ocidental continha duas adições: "Deus de Deus" (em latim: Deum de Deo) e "e do Filho" (em latim: Filioque).
O quarto concílio ecumênico, o Concílio de Calcedônia (451), citou o credo de 381 e formalmente o tratou como mandatório, juntamente com o de 325. No início do século VI, esse credo era amplamente utilizado na liturgia do oriente e, no final do mesmo século, em partes do ocidente, algo que pode ter se iniciado com o Terceiro Concílio de Toledo (589)

### Padres da Igreja
Diversos Padres da Igreja dos séculos IV e V explicitamente falam sobre o Espírito Santo como tendo procedido "do Pai e do Filho". Entre eles estão Santo Hilário (c. 300 - c. 368), Santo Efrém (c. 306 - 373)., Santo Epifânio (c. 310/320 - 403), Santo Ambrósio (337/340 - 397), Santo Agostinho (354 - 430), São Cirilo (c. 376 - 444) e o São Leão, o Grande (c. 400 - 461). No século VII, Máximo, o Confessor (c. 580 - 662), declarou que era um erro fazer acusações — baseadas num problema de tradução entre o grego e o latim — contra a Igreja de Roma por dizer que o Espírito Santo procederia do Filho, pois os romanos eram capazes de citar o apoio unânime dos Padres latinos e uma afirmação de Cirilo de Alexandria.
Além dos já mencionados, entre estes Padres latinos incluem Fausto de Riez (m. 491/495), Genádio de Massília (m. c. 496), Ávito de Vienne (c. 470 - 523), Fulgêncio de Ruspe (462/467 - 527/533) e Isidoro de Sevilha (m. 636).
Os Padres da Igreja também se utilizaram da frase "do Pai pelo Filho" e a Igreja Católica aceita ambas as formas, afirmando que elas não afetam a realidade da mesma fé e apenas expressam a mesma verdade de formas ligeiramente diferentes. A influência de Agostinho de Hipona popularizou a forma "procede do Pai pelo Filho" por todo o ocidente. Contudo, ainda que ela tenha sido utilizada no oriente, "pelo Filho" posteriormente caiu em desuso ou foi rejeitada por alguns, seguindo Philip Schaff, por ser quase equivalente a "do Filho" ou "e do Filho". Outros falavam do Espírito como procedendo "do Pai", como no texto do Credo niceno-constantinopolitano, que "não afirma que o Espírito procedeu do Pai sozinho".

### Opiniões dos Padres da Igreja

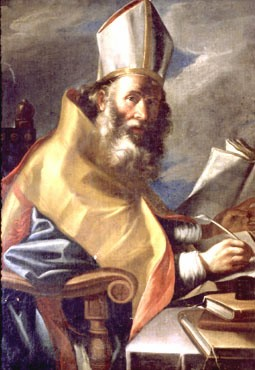
Ambrósio de Milão.

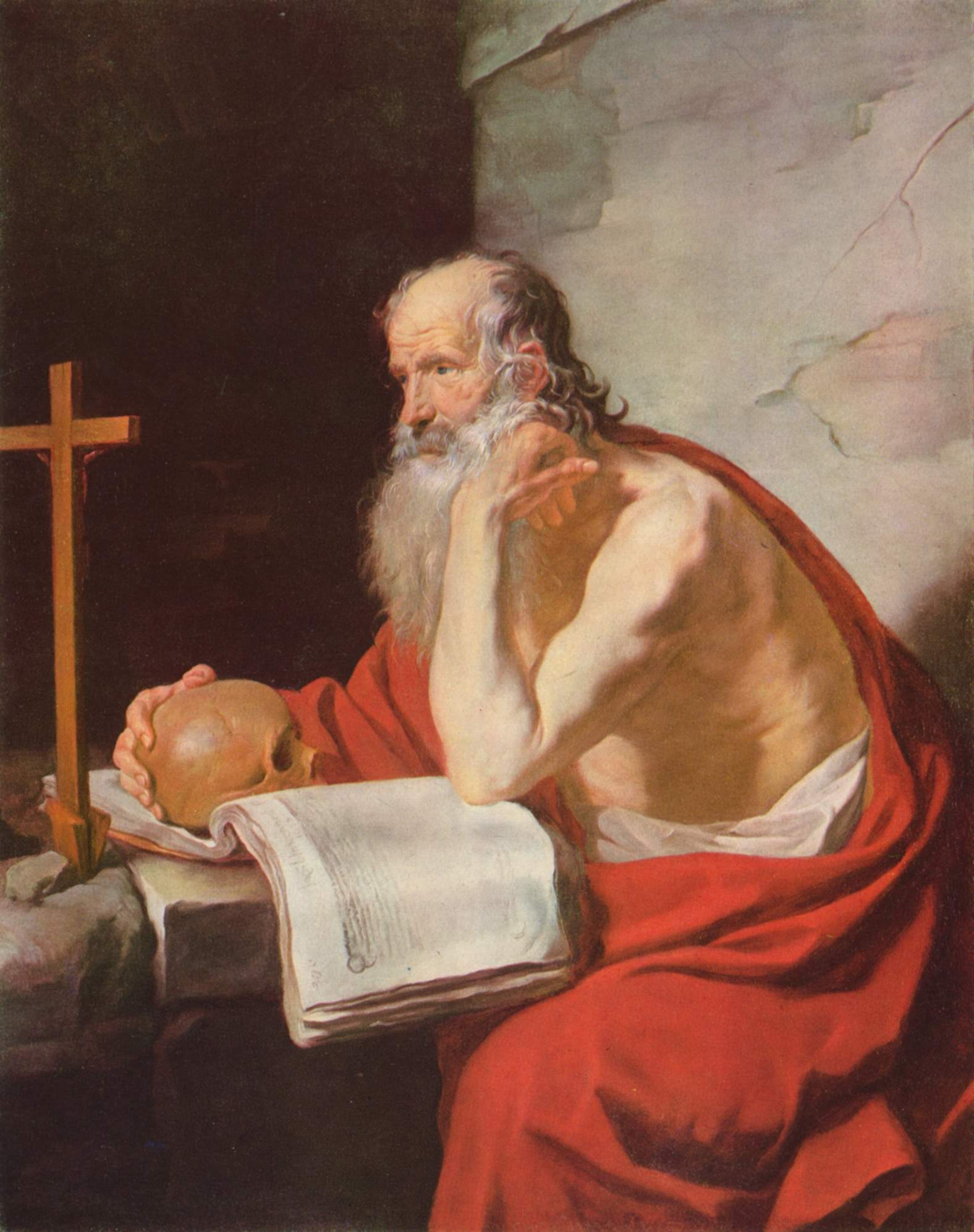
Jerônimo de Estridão.

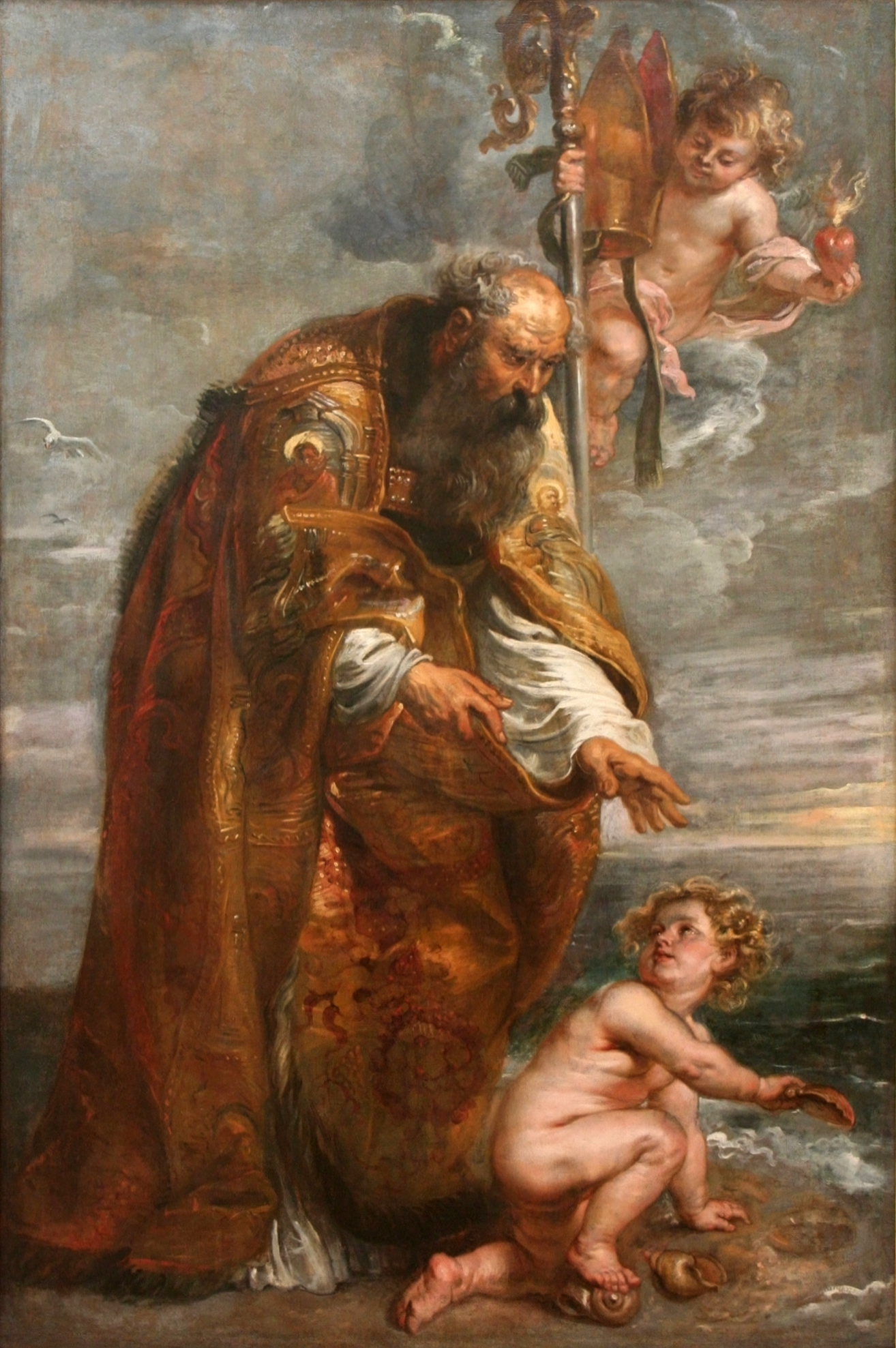
Agostinho de Hipona.

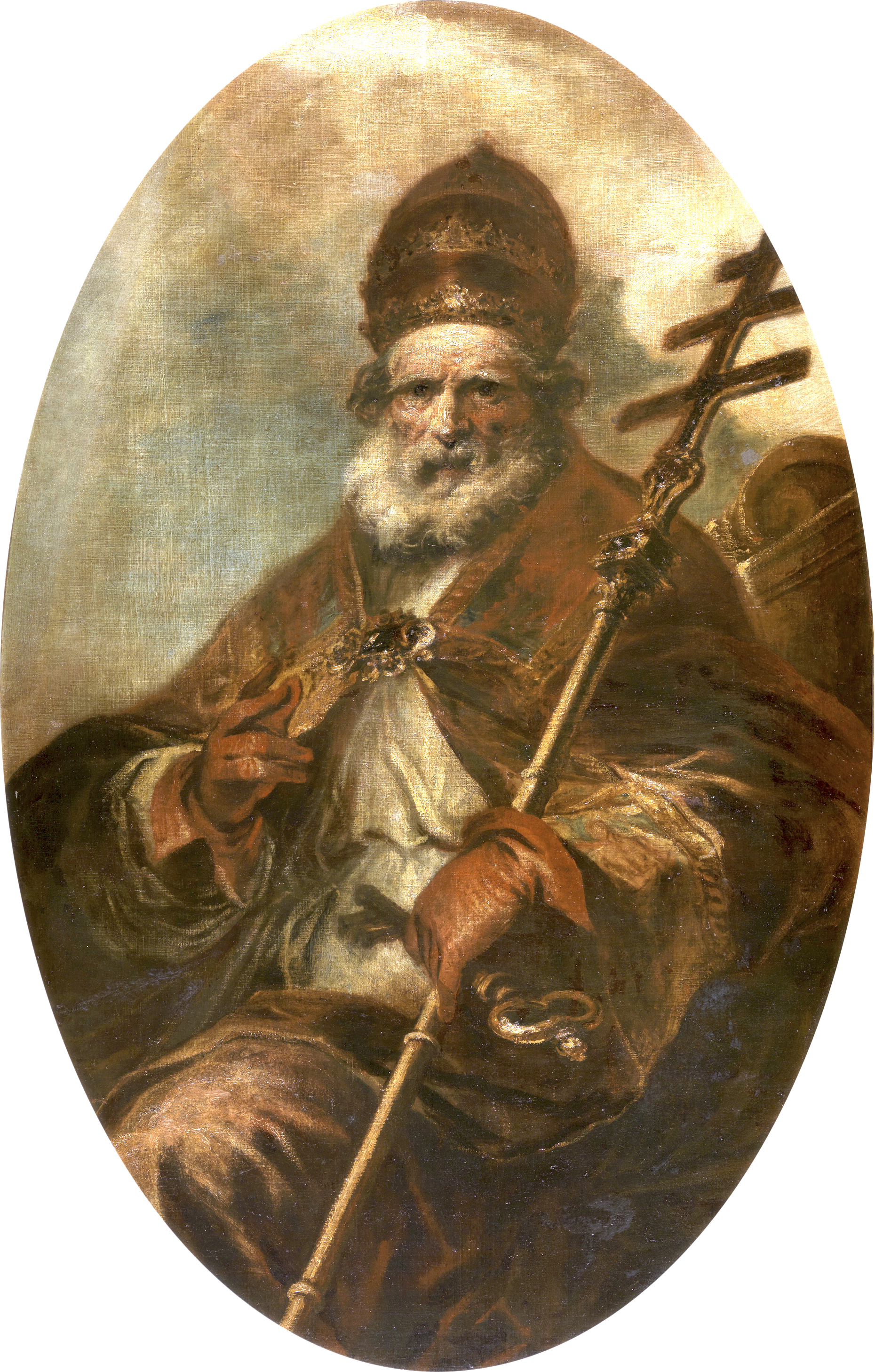
Leão, o Grande.

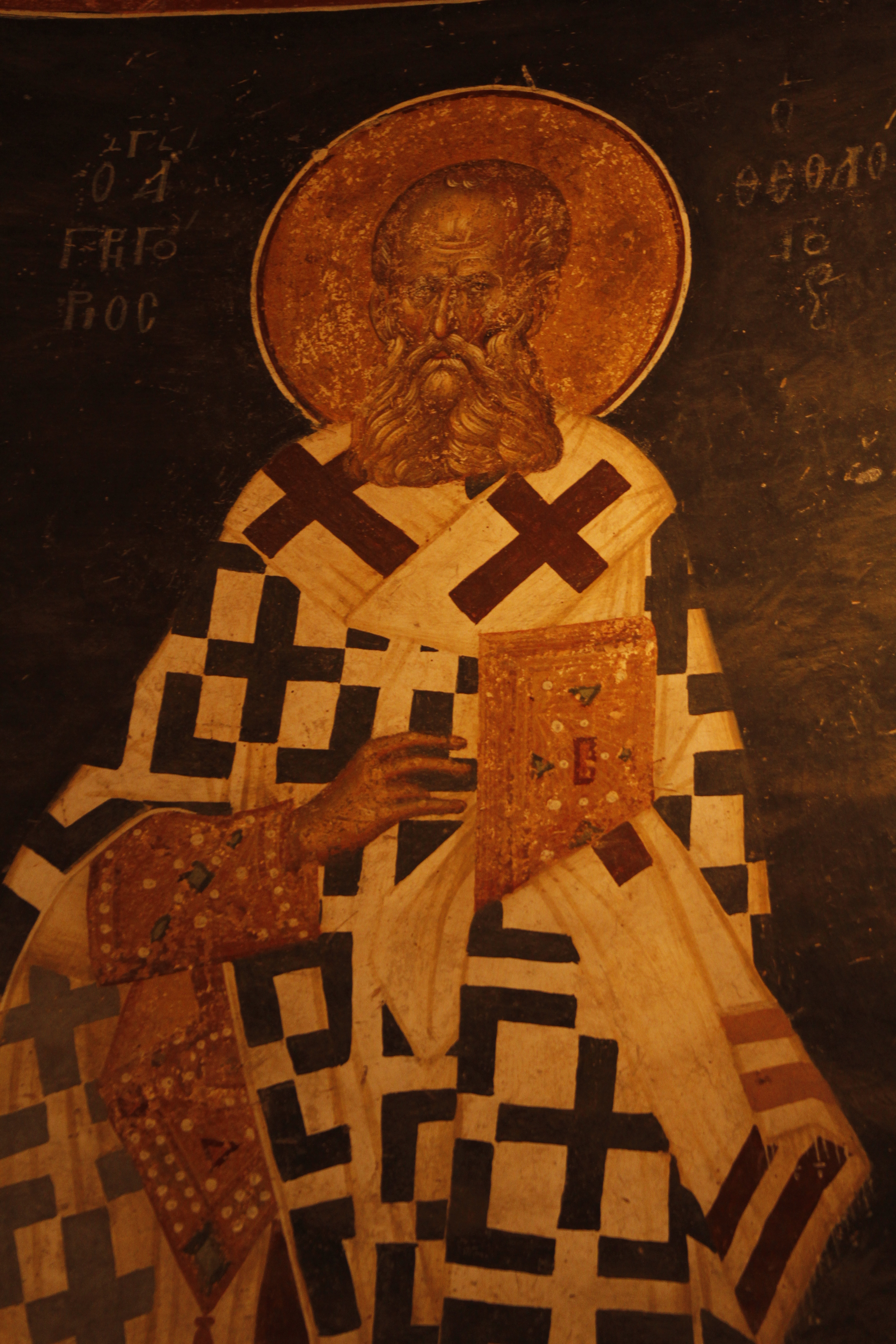
Gregório de Nazianzo.

#### Hilário de Poitiers
Santo Hilário é uma das "principais fontes para a doutrina latina da Filioque". Porém, Siecienski nota que "há também causa para questionar o apoio de Hilário à Filioque (como a teologia posterior a entenderia), especialmente dada a natureza ambígua da linguagem do santo quando ele trata da procedência".
Hilário fala do Espírito como "procedendo do Pai" e sendo "enviado pelo Filho"; como sendo "do Pai pelo Filho"; e como "tendo o Pai e o Filho como origem". Em outra passagem, Hilário aponta para João 16:15 (onde Jesus diz: "Tudo o que o Pai tem, é meu; por isso eu vos disse que Ele [o Espírito Santo] receberá do que é meu e vo-lo anunciará.") e pondera se "receber do Filho é o mesmo que ter procedido do Pai".

#### Ambrósio de Milão
Santo Ambrósio, escrevendo na década de 380, ainda que "de firmes raízes na tradição oriental", foi, de toda forma, "uma das primeiras testemunhas da afirmação explícita da procedência do Espírito do Pai e do Filho'". Ele afirma abertamente que o Espírito "procede do [procedit a] do Pai e do Filho", sem nunca ter se separada de nenhum deles.

#### Jerônimo de Estridão
Siecienski caracteriza o ponto de vista de São Jerônimo sobre a procedência do Espírito Santo como "desafiando a categorização". Seu nome é geralmente incluído na florilegia como um apoiador da Filioque e Fócio se sentiu compelido a defender a reputação de Jerônimo contra os que o invocaram para apoiar a doutrina. Porém, os escritos de Jerônimo contém pouquíssimas referências à doutrina e mesmo que as que existem "são ambíguas afirmações de uma dupla procedência". Teólogos ortodoxos — como John Meyendorff — argumentaram que ele "dificilmente poderia ser considerado um proponente da Filioque".

#### Agostinho de Hipona
As obras de Santo Agostinho sobre a Trindade se tornaram a fundação da teologia latina do trinitarismo e são também a base da doutrina da cláusula Filioque.

#### Papa Leão I
Siecienski caracteriza as obras de São Leão, o Grande, sobre o assunto da procedência do Espírito Santo como "uma faca de dois gumes" no sentido que "suas obras seriam depois utilizadas tanto pelos latinos quanto pelos gregos para apoiar seus respectivos pontos de vista".

#### Papa Gregório I
São Gregório Magno é geralmente contado entre os apoiadores da procedência do Espírito do Filho, apesar de Fócio e teólogos bizantinos posteriores também o contarem como um oponente da doutrina. Siecienski atribui esta aparente contradição a dois fatores: à "linguagem solta e descuidada" de Gregório sobre a procedência e às diferenças entre a versão latina dos Diálogos de Gregório e a tradução para o grego dela feita pelo Papa Zacarias. A versão latina claramente afirma a cláusula Filioque, mas a versão do Papa Zacarias se utilizou da frase "persistindo no Filho" ao invés de "procedendo do Filho", levando os clérigos bizantinos posteriores a afirmarem que Gregório não apoiava a dupla procedência, independente do que diziam os clérigos ocidentais.

#### Gregório de Nazianzo
Já no século IV, distinguira-se respeito à Trindade, entre os dois verbos gregos: ἐκπορεύεσθαι (usado na versão original grega do credo niceno-constantinopolitano de 381) e προϊέναι. Em sua "Oração sobre a Candelária" (XXXIX), Gregório de Nazianzo escreveu: "O Espírito Santo é o verdadeiro Espírito, procedendo (προϊέναι) do Pai de fato, mas não da mesma forma que o Filho, pois não foi por Geração, mas por Processão (ἐκπορεύεσθαι)".

#### Cirilo de Alexandria
Que o Espírito Santo "procede" do Pai e do Filho no sentido da palavra latina procedere e da grega προϊέναι (em contraste com ἐκπορεύεσθαι) era ensinado no início do século V por Cirilo de Alexandria no oriente. O Credo de Atanásio, provavelmente do meio do século V, e uma epístola dogmática do Papa Leão I (de 446) declararam que o Espírito Santo procede do Pai e do Filho.

#### Conclusão
Nenhum destes autores fez da origem do Espírito Santo um objeto de reflexão especial; mas sim todos se interessam em enfatizar a igualdade de status de todas as três pessoas divinas como Deus, e todos reconhecem que somente o Pai é a fonte do ser eterno de Deus.
Embora os padres orientais soubessem que, no ocidente, a procedência do Espírito Santo a partir do Pai e do Filho estava sendo ensinada, não consideraram o assunto de maneira geral como herético: "uma geração inteira de escritores ocidentais, incluindo papas que eram venerados como santos pela igreja oriental, confessavam a procedência do Espírito também a partir do Filho; e é ainda mais impressionante que não havia virtualmente nenhum desacordo a respeito desta teoria".
A frase Filioque aparece pela primeira vez como uma interpolação anti-ariana. no credo feita no Terceiro Concílio de Toledo (589), no qual a Espanha visigótica renunciou ao arianismo, aceitando o cristianismo católico. A adição foi confirmada por outros concílios locais subsequentes realizados em Toledo e logo se espalhou pelo ocidente, não apenas na Espanha, mas também no Reino Franco, que adotou a fé católica em 496 d.C. e na Inglaterra, onde o Concílio de Hatfield o impôs, em 680, como uma resposta ao monotelismo Porém, ele não foi adotado em Roma.

### A afirmação de Teodoreto contra Cirilo

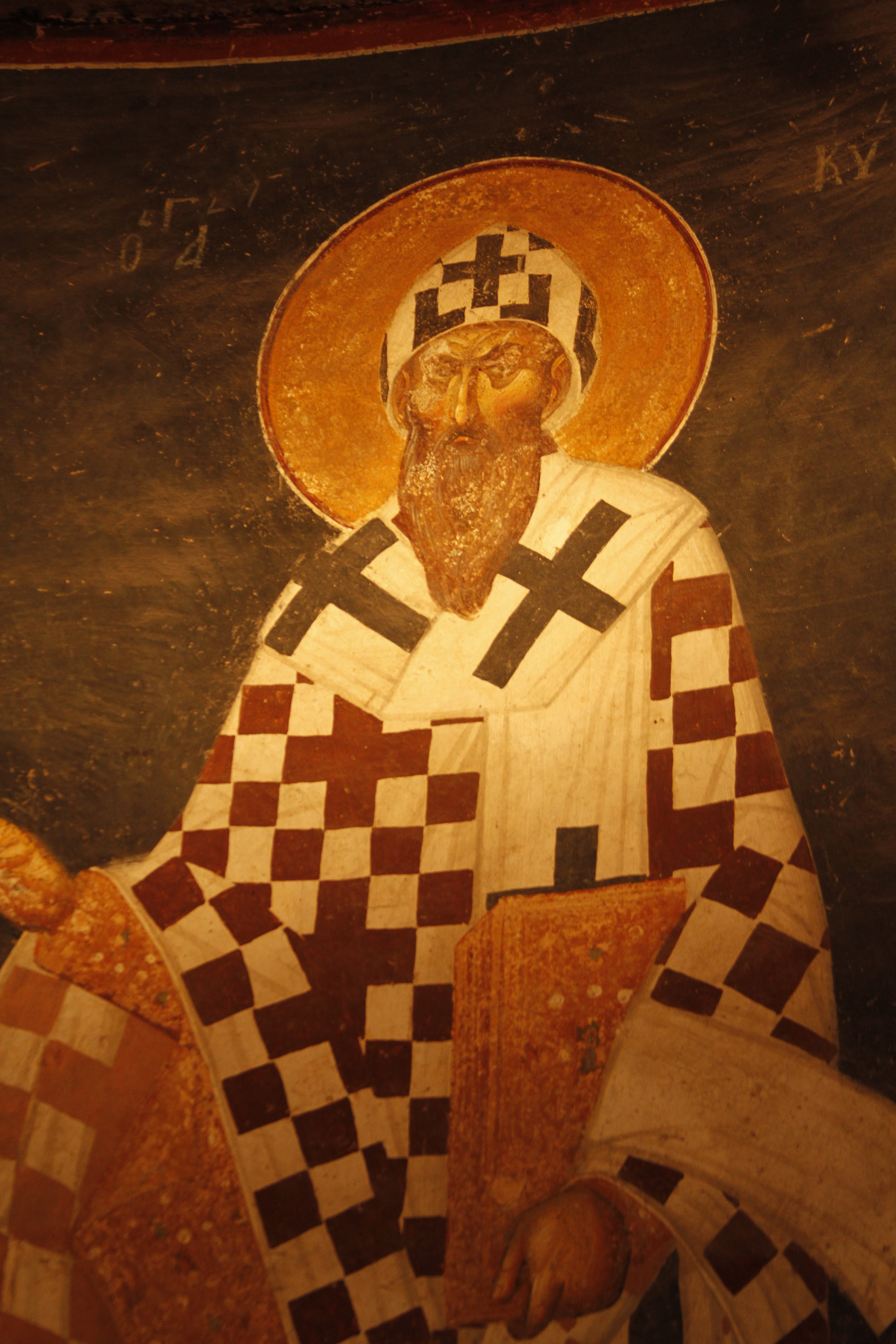
Cirilo de Alexandria.

Se o Filho tinha um papel na origem do Espírito Santo foi objeto de disputa na Igreja oriental logo na primeira metade do século V entre Teodoreto e Cirilo de Alexandria. Teodoreto se recusou a endossar a deposição de Nestório pelo Primeiro Concílio de Éfeso (431) e acusou Cirilo de Alexandria de ensinar que o Filho tem um papel na origem do Espírito Santo, enquanto ele mesmo negou que o Filho tivesse participação na procedência do Espírito Santo.
Teodoreto atacou os Doze Anatematismos de Cirilo, no nono dos quais Cirilo afirmou que o Espírito Santo é o Espírito de Jesus. Teodoreto declarou blasfema e impia a ideia de que o Espírito tenha a sua origem pelo Filho. Cirilo respondeu reafirmando que esse mesmo Espírito que é o Espírito de Deus Pai é também o Espírito do Filho: procede do Pai mas não como se fosse estranho ao Filho.
Sob persistente pressão dos Padres da Igreja presentes no Concílio de Calcedônia (451), Teodoreto finalmente pronunciou um anátema sobre Nestório e morreu seis anos depois, em 457.
Quase cem anos depois, o Segundo Concílio de Constantinopla (553) declarou um anátema (para mais detalhes, veja Controvérsia dos Três Capítulos) sobre qualquer um que defendesse os escritos de Teodoreto contra Cirilo e seus Doze Anatematismos, incluindo, portanto, o seu ataque sobre o nono anatematismo. A Igreja Ortodoxa considera Teodoreto pessoalmente um santo[carece de fontes?] apesar da condenação dos seus escritos sobre este assunto.

### Primeiras oposições no oriente
Em 638 d.C., o imperador bizantino Heráclio, com o apoio do patriarca Sérgio I de Constantinopla, publicou a Ecthesis, que definiu como a forma oficial imperial do cristianismo como sendo o monotelismo, uma doutrina que afirmava que ainda que Jesus possuísse duas naturezas (a humana e a divina), ele possuía apenas uma vontade (a divina). Antes da Ecthesis chegar a Roma, o Papa Honório I, que parecia apoiar o monotelismo, morreu. Seu sucessor, Severino, condenou a doutrina imediatamente e, por isso, não conseguiu assumir o trono até 640. Seu sucessor, o Papa João IV, também rejeitou a doutrina completamente, levando a um grande cisma entre o ocidente e o oriente (vide controvérsia monotelita), que só seria finalmente resolvido em 681, no Terceiro Concílio de Constantinopla.

### Afirmações de Máximo, o Confessor

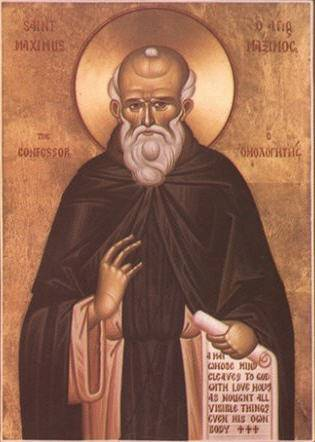
Máximo, o Confessor.

Enquanto isso, na África, um monge chamado Máximo, dito "o Confessor", travava uma furiosa campanha contra o monotelismo e, em 646, ele conseguiu convencer os concílios africanos a propor um manifesto contra a doutrina. Ele enviou-o ao novo papa, Teodoro I, que, por sua vez, escreveu para o patriarca Paulo II de Constantinopla explicando a natureza herética da doutrina. Paulo, um devoto monotelita, respondeu numa carta ordenando o papa a aderir à doutrina da vontade única. Teodoro então excomungou o patriarca em 649, declarando-o herético por ter, em 647 ou 648, publicado, em nome do imperador Constante II, um édito conhecido como Typos, que bania qualquer menção de uma ou duas vontades ou "atividades" em Cristo. O Typos conseguiu o oposto de seu intento, piorando a situação ao implicar que nenhuma das duas doutrinas era melhor do que a outra. Teodoro planejou o Concílio de Latrão (649), mas morreu antes que pudesse de fato reuni-lo, o que o seu sucessor, Martinho I, fez. O concílio condenou a doutrina monotelita e o Typos, e o papa Martinho escreveu para Constante informando o imperador sobre as conclusões do concílio e exigindo que ele condenasse a doutrina monotelita e o seu próprio Typos. Constante respondeu sequestrando Martinho e levando-o para Constantinopla, onde ele foi julgado, condenado ao banimento e acabou morrendo em consequência das torturas às quais ele foi submetido. Máximo também foi julgado e banido após ter sua língua e sua mão direita cortadas.
Foi neste contexto de conflito entre o oriente e o ocidente que o patriarca monotelita Paulo de Constantinopla acusou o Papa Teodoro por falar sobre o Espírito Santo como tendo procedido do Pai e do Filho. Máximo, o Confessor, escreveu uma carta em defesa da expressão utilizada pelo papa. As palavras com que ele declarou que seria errado condenar o uso romano da Filioque são as seguintes:
| “ | Eles [os romanos] produziram evidências unânimes sobre os padres latinos e também de Cirilo de Alexandria, a partir do estudo do Evangelho de João que ele fizera. Com base nestes textos, eles mostraram que eles não fizeram do Filho a origem do Espírito — eles sabem na verdade que o Pai é a única origem do Filho e do Espírito, o primeiro por geração e o outro por procedência — mas que eles manifestaram apenas a procedência através d'Ele e, assim, mostraram a unidade e a identidade da essência. Eles portanto tem sido acusados precisamente daquilo que seria errado fazê-lo, enquanto que os primeiros [os bizantinos] tem sido acusado daquilo que seria correto fazê-lo [de serem monotelitas] | ” |
|   | — Carta a Marinus, Máximo, o Confessor. |   |

### Desenvolvimentos posteriores

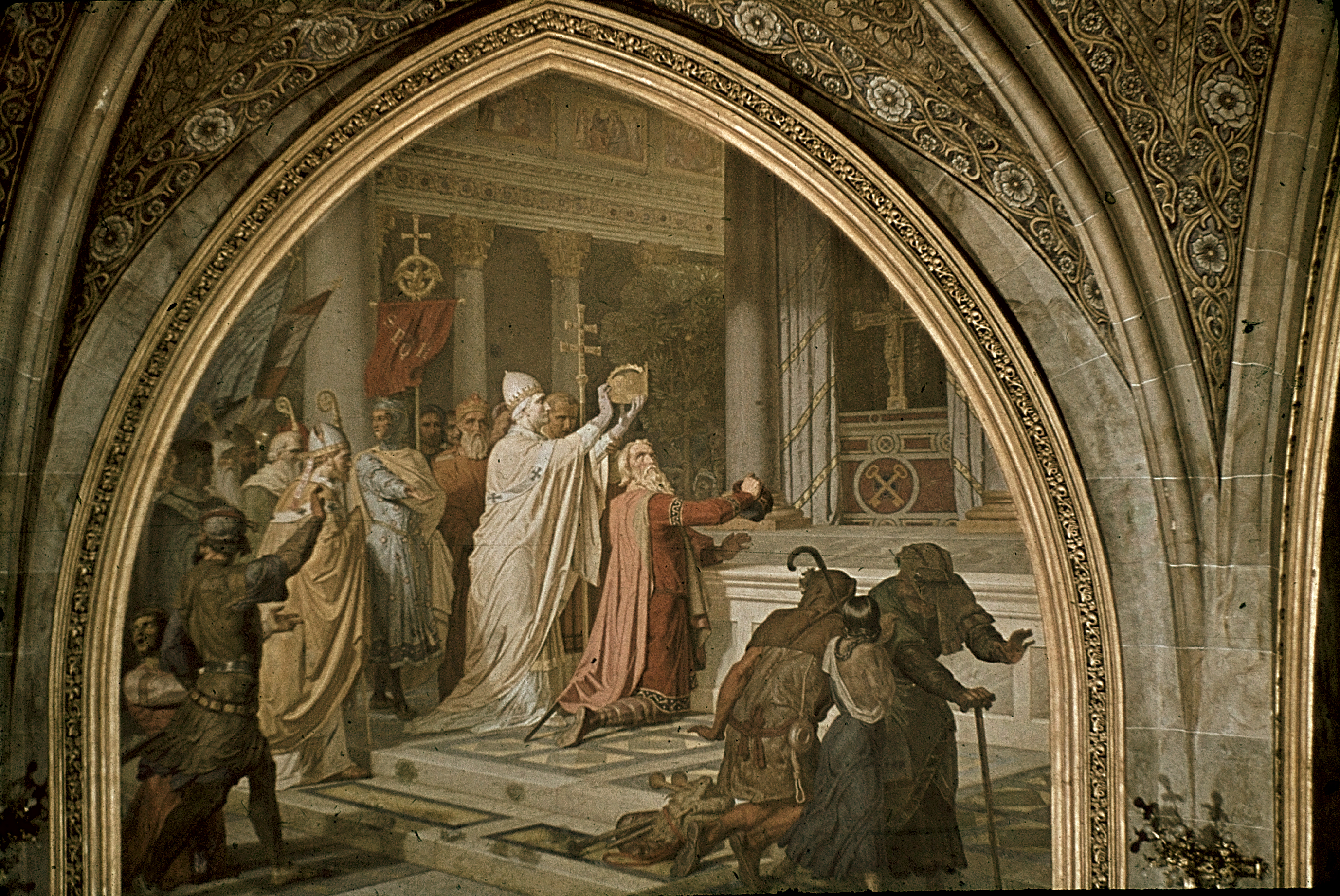
Coroação de Carlos Magno por Leão III em 800 d.C.
Afresco em Aachen.

O uso generalizado da Filioque no ocidente levou á controvérsia com os enviados do imperador bizantino Constantino V num sínodo realizado em Gentilly em 767. O uso da cláusula foi defendido por São Paulino II, o patriarca de Aquileia, num sínodo em Friuli, na Itália, em 796, e foi endossado em 809 no concílio local de Aachen
Conforme a prática de cantar o Credo latino na missa se espalhou pelo ocidente, a Filioque se tornou parte da liturgia do rito romano. Esta prática foi adotada pela corte do imperador Carlos Magno em 798 e se espalhou pelos seus domínios, embora, ainda que em uso em algumas partes da Itália já no século VIII, ela não foi aceita por Roma até 1014.
De acordo com John Meyendorff, e John S. Romanides, os esforços ocidentais para conseguir do papa Leão III a aprovação da adição da Filioque no credo se deram por conta de um desejo de Carlos Magno que, em 800, havia sido coroado em Roma como imperador, com o objetivo de criar uma base para acusar o oriente de heresia. A recusa do papa em aprovar a interpolação evitou a erupção de um conflito com o oriente sobre a questão. Carlos Magno então acusou o patriarca de Constantinopla, Tarásio, de não se manter fiel ao Credo de Niceia, pois ele não professava a fé na procedência do Espírito Santo a partir do Pai "e do Filho", mas apenas "pelo Filho", uma acusação ferozmente rejeitada por Roma. Após uma troca de correspondências, Carlos encomendou a chamada Libri Carolini (791-794), uma obra escrita para refutar as posições tanto do concílio iconoclasta de 754 e do Segundo Concílio de Niceia (787) sobre a veneração de ícones. Por conta de traduções de baixa qualidade, os carolíngios não entenderam corretamente as decisões deste último. No texto, o ponto de vista de Carlos Magno sobre a Filioque foi enfatizada novamente, reforçando a tese latina de que a Filioque já estava presente no credo de 381. O papa Leão rejeitou o pedido dos emissários de Carlos Magno para que fosse incluída a Filioque no credo latino em uso em Roma. Assim, durante o período governado por Leão (795-816) e pelos dois séculos seguintes, não houve credo nenhum de uso oficial na missa de rito romano.
Embora ele aprovasse a doutrina da Filioque., o papa Leão III, em 810, foi contra adicionar a Filioque no credo e mandou fazer dois pesados discos de prata contendo o texto original do Credo de 381, tanto em grego quanto em latim, para que fossem pendurados na Basílica de São Pedro, adicionando: "Eu, Leão, coloquei estes discos por amor e para proteger a fé ortodoxa".
Em 808 ou 809, a controvérsia ressurgiu em Jerusalém entre os monges gregos de um mosteiro e os beneditinos francos de outro: os gregos admoestaram os beneditinos por, entre outras coisas, cantarem o credo com a Filioque incluída. Como resposta, a teologia da Filioque foi confirmada no concílio local de Aachen em 809.

### João Damasceno

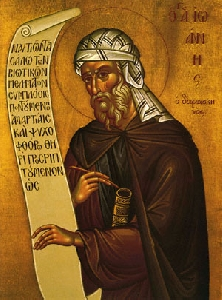
João Damasceno.

Antes de Fócio, João Damasceno falou explicitamente sobre a relação entre o Espírito Santo com o Pai e o Filho:
| “ | Sobre o Espírito Santo, ambos dizemos que Ele veio do Pai e O chamamos de Espírito do Pai; ao mesmo tempo, tolamente, dizemos que Ele veio do Filho e O chamamos apenas de Espírito do Filho | ” |
|   | — João Damasceno. |   |

A posição de João afirma que a procedência do Espírito seria apenas do Pai, pelo Filho como mediador, diferindo assim de Fócio, mas, assim como este, sem jamais endossar a Filioque.

### Controvérsia de Fócio
Posteriormente, por volta de 860, a controvérsia sobre a Filioque e os monges francos reacendeu no decurso da disputa entre Fócio e o patriarca Inácio de Constantinopla. Em 867, Fócio era o patriarca de Constantinopla e mandou publicar uma "Encíclica aos patriarcas do oriente" e convocou um concílio na capital imperial no qual ele acusou a Igreja ocidental de heresia e cisma por causa de diferenças em suas práticas, particularmente o uso da Filioque e a autoridade do papa. Estas ações mudaram o foco da discussão, de uma sobre jurisdição e costume para outra sobre dogma. Este concílio então declarou um anátema contra o Papa Nicolau I, depondo-o e excomungando-o.
Fócio excluiu não apenas "e do Filho", mas também "pelo Filho" em relação à eterna procedência do Espírito Santo. Para ele, "pelo Filho" aplicava-se apenas à missão temporal do Espírito Santo (o envio dele no tempo). Ele defendia que a procedência eterna do Espírito Santo seria "do Pai apenas". Esta frase era, verbalmente, uma novidade. Porém, os teólogos ortodoxos geralmente defendem que, em substância, a frase seria apenas uma reafirmação do ensinamento tradicional. Sergei Bulgakov, por outro lado, declarou que a doutrina de Fócio em si "representa de certa forma uma novidade para a Igreja oriental". Na mesma obra, Bulgakov escreve: "Os padres capadócios afirmaram apenas uma única ideia: a monarquia do Pai e, consequentemente, a procedência do Espírito Santo precisamente do Pai. Eles jamais implicaram com esta ideia, porém, a exclusividade que ela adquiriu na época das disputas sobre a Filioque após Fócio, no sentido de ek monou tou Patros ("do Pai 'apenas'")".
Pelo menos três concílios em Constantinopla (867, 869 e 879) foram realizados para tratar da deposição de Inácio pelo imperador bizantino Miguel III, o Ébrio e a sua substituição por Fócio. O Concílio de Constantinopla (867) foi reunido por Fócio para tratar da questão da primazia papal sobre todas as igrejas e seus patriarcas, além do uso da Filioque.
A este concílio, se seguiu o Concílio de Constantinopla de 869, que reverteu o anterior e foi promulgado pela Santa Sé. O Concílio de Constantinopla de 879 reconduziu Fócio à sua sé e contou com a presença dos legados ocidentais o cardeal Pedro de São Crisógono, Paulo, bispo de Ancona e Eugênio, bispo de Óstia, que aprovaram seus cânones, mas é incerto se eles chegaram a ser promulgados por Roma.

#### Fócio e a monarquia do Pai
Fócio insistia na expressão "do Pai" e excluía "pelo Filho" quando tratava da procedência eterna do Espírito Santo: "pelo Filho" se aplicava apenas à missão temporal do Espírito Santo (o envio no tempo). Fócio trata todo seu pensamento sobre a cláusula Filioque na "Mistagogia do Espírito Santo", argumentando principalmente que qualquer adição ao Credo de Niceia iria complicar e confundir uma definição já bastante clara e simples da ontologia do Espírito Santo que o concílio ecumênico já havia nos dado.
O ponto de vista de Fócio tem sido considerado como uma reafirmação da doutrina da monarquia do Pai. A posição dele de que o Espírito Santo procederia apenas do Pai também tem sido descrita como uma reafirmação dos pensamentos da Escola de Antioquia dos Padres Capadócios (em contraste com a Escola de Alexandria) sobre a "monarquia do Pai". Neste contexto, o termo "monarquia" refere-se ao Pai no sentido de Ele ser não único governante senão única origem, único princípio (ἀρχή, arche) de tudo. sentido no qual a monarquia do Pai é mantida também pela Igreja Latina: o Pontifício Conselho para a Promoção da Unidade dos Cristãos diz: "A doutrina do Filioque deve ser compreendido e apresentado pela Igreja Católica, de tal forma que não possa parecer contradizer a Monarquia do Pai, nem o fato de Ele ser a única origem (ἀρχή, αἰτία) da ἐκπόρευσις do Espírito"; e o Catecismo da Igreja Católica declara: "a ordem eterna das pessoas divinas na sua comunhão consubstancial implica que o Pai seja a origem primeira do Espírito, enquanto «princípio sem princípio»".

### Adoção no ritual romano
Foi apenas em 1014, a pedido do sacro imperador romano-germânico Henrique II, que havia vindo a Roma para ser coroado e se surpreendera com o costume diferente que existia ali, que o Papa Bento VIII, que devia a Henrique a sua restauração ao trono papal após o golpe pelo antipapa Gregório VI, que o credo, com a adição da Filioque, foi cantado na missa em Roma pela primeira vez.
Desde então, a cláusula Filioque tem sido incluída no credo em todos os lugares que adotam o rito romano, ainda que jamais tenha sido adotado pela Igreja Católica Oriental do rito bizantino.

### Após o Grande Cisma do Oriente

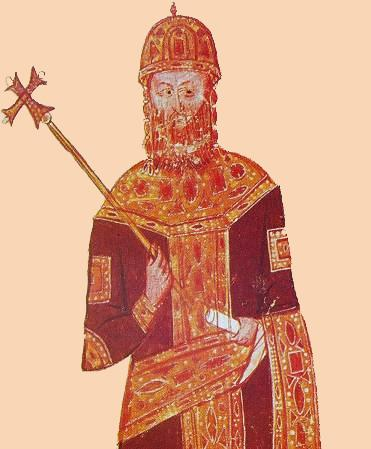
Miguel VIII Paleólogo.

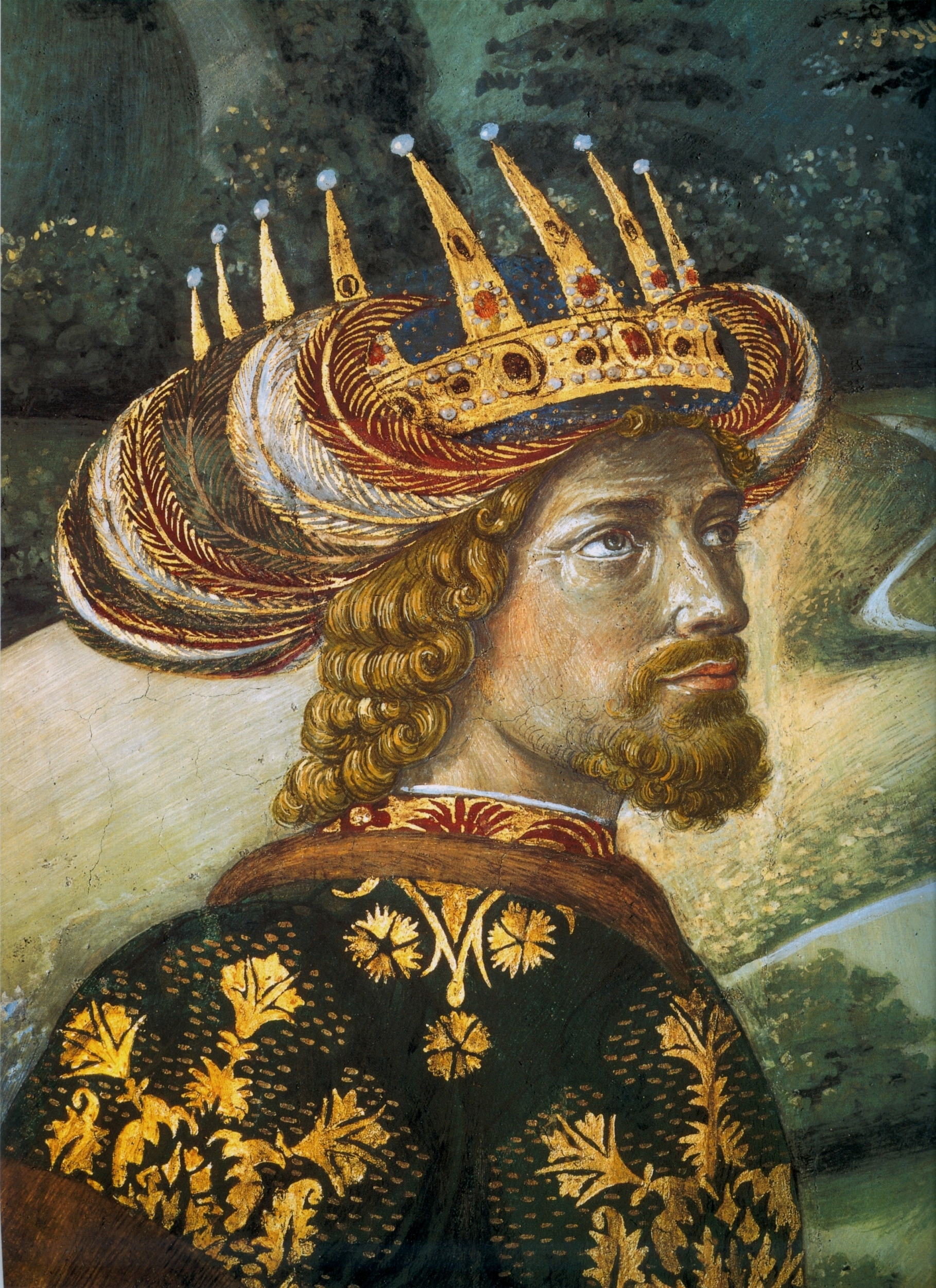
João VIII Paleólogo.

A oposição oriental à Filioque se reforçou com o Grande Cisma de 1054 e dois concílios foram realizados para tentar resolver a questão.
O Segundo Concílio de Lyon (1274) aceitou a profissão de fé do imperador bizantino Miguel VIII Paleólogo sobre o Espírito Santo "procedendo do Pai e do Filho" e os participantes gregos, incluindo o patriarca José I de Constantinopla, cantaram o credo três vezes com a Filioque incluída. A maior parte dos cristãos bizantinos, em desgosto e ainda se recuperando da traição e conquista pelas mãos dos cruzados latinos em 1204, se recusaram a aceitar o acordo feito em Lyon. Em 1282, o imperador Miguel VIII morreu e o sucessor de José I, João XI Bekkos, que se convencera de que o ensinamento dos padres gregos era compatível com o dos latinos, foi forçado a renunciar e foi substituído por Gregório II Cipriota, um ferrenho opositor da reunião.
O concílio requeria que as igrejas orientais que desejassem se reunir com Roma aceitassem a Filioque como a legítima expressão da fé, mas não as obrigava a mudar o costume litúrgico da recitação do credo durante a missa.O acordo também condenou "todos os que presumem negar que o Espírito Santo procede eternamente do Pai e do Filho" ou, apressadamente, afirmam que o Espírito procede do Pai e do Filho como sendo de dois princípios e não de apenas um [a dupla-procedência]".
No Tomo de Gregório Palamas (1351), sobre o assunto da cláusula Filioque, ele claramente denota as distinções entre os pontos de vista das igrejas do ocidente e do oriente sobre a procedência do Espírito Santo. Nele, Gregório não estava apenas seguindo a tradição oriental sobre o que fora tratado no Credo de Niceia, mas também clarificou o que algumas frases divergentes dos que, no oriente, pareciam apoiar a Filioque e qual era a distinção que realmente se fazia pelos autores orientais que se opunham à cláusula:
| “ | O grande Máximo, o sagrado Tarásio e mesmo o santo João (Damasceno) reconhecem que o Espírito Santo procede do Pai, de quem ele subsiste em termos de sua hipóstase, e a causa de seu ser. Ao mesmo tempo, eles reconhecem que o Espírito é dado, revelado e manifesto, advém e é conhecido pelo Filho. | ” |
|   | — Gregório Palamas. |   |

Outra tentativa de reunião foi feita no século XV, no Concílio de Florença, ao qual compareceram o imperador bizantino João VIII Paleólogo, o patriarca José II de Constantinopla e outros bispos do oriente que foram com a esperança de conseguir ajuda militar do ocidente contra o ameaçador Império Otomano. Treze sessões públicas foram realizadas em Ferrara entre 8 de outubro e 13 de dezembro de 1438 e a questão da Filioque foi discutida sem que fosse possível chegar num acordo. Os gregos defendiam que qualquer adição ao credo, mesmo que doutrinariamente correta, fora proibida pelo Primeiro Concílio de Éfeso (431), enquanto que os latinos alegavam que esta proibição fazia menção apenas ao significado e não à escolha das palavras (veja seção).
Durante o concílio de 1439, um acordo continuava se mostrando impossível, até que, entre os próprios gregos prevaleceu a ideia que, embora os santos latinos e gregos professassem sua fé de forma diferente, eles concordavam na substância, pois santos não podem errar na fé. E então, em 8 de junho, os gregos aceitaram a doutrina latina. Em 10 de junho, o patriarca José II morreu. Uma afirmação da Filioque foi incluída no decreto de união (Laetentur Caeli), que foi devidamente assinado em 5 de julho de 1439 e promulgado no dia seguinte, com apenas uma dissensão, Marcos de Éfeso, que se recusou a assinar.
A Igreja Oriental se recusou a considerar o acordo alcançado em Florença como mandatório, uma vez que a morte de José II tinha, naquele momento, deixado-a sem o patriarca de Constantinopla. Houve forte oposição à afirmação no oriente e quando, em 1453, 14 anos após o acordo, a prometida ajuda militar do ocidente ainda não havia chegado e Constantinopla caiu frente aos turcos, nem os cristãos orientais e nem os seus novos governantes desejavam mais a união com o ocidente.

## Posição atual das diversas denominações cristãs

### Igreja do Oriente

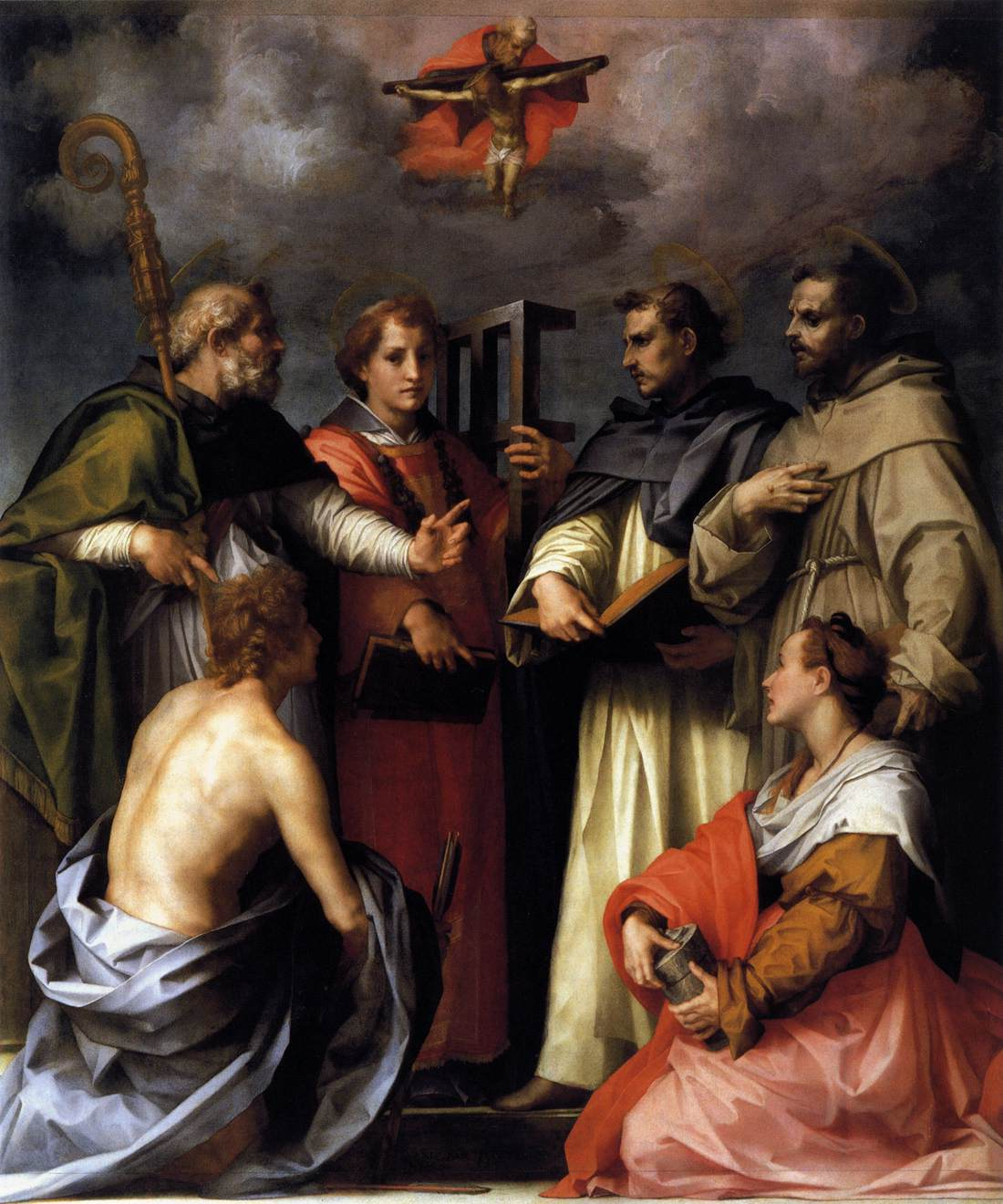
Disputa sobre a Santíssima Trindade.
Por Andrea del Sarto (1517), atualmente no Palácio Pitti, em Florença.

Duas das atuais igrejas derivadas da Igreja do Oriente, a Igreja Assíria do Oriente e a Antiga Igreja do Oriente , não se utilizam da forma "e do Filho" quando recitam o Credo de Niceia. A outra, conhecida como Igreja Caldeia removeu, recentemente, a pedido da Santa Sé, o trecho "e do Filho" de sua versão do credo.

### Igreja Católica Romana
É doutrina da Igreja Católica que o Espírito Santo procede de Deus Pai e de Deus Filho. Isto foi afirmado dogmaticamente, de acordo com o testemunho dos Padres da Igreja latinos e alexandrinos, pelo Papa Leão I em 447.
Esta doutrina significa que o Espírito Santo procede do Pai enquanto ele é Pai, ou seja, enquanto gera o Filho Único.
A Igreja Católica reconhece como corretas três maneiras de falar sobre a origem do Espírito Santo:
- O Espírito Santo procede do Pai (por exemplo, o primeiro Concílio de Constantinopla)[135]
- O Espírito Santo procede do Pai e do Filho (por exemplo, o Segundo Concílio de Lyon)[136]
- O Espírito Santo procede do Pai pelo Filho (por exemplo, o Concílio de Florença)[137][138]

A Igreja Católica ensina que as expressões grega e latina de fé sobre este assunto não são contraditórias, mas complementares:
| “ | A tradição oriental exprime, antes de mais, o carácter de origem primeira do Pai em relação ao Espírito. Ao confessar o Espírito como «saído do Pai» (Jo 15, 26), afirma que Ele procede do Pai pelo Filho. A tradição ocidental exprime, sobretudo, a comunhão consubstancial entre o Pai e o Filho, ao dizer que o Espírito Santo procede do Pai e do Filho (Filioque). [...] Esta legítima complementaridade, se não for exagerada, não afecta a identidade da fé na realidade do mesmo mistério confessado. | ” |

As Igrejas Católicas Orientais, embora não se utilizem da Filioque no Credo, estão em comunhão plena com a Santa Sé, que aceita a Filioque tanto na liturgia como no dogma.

#### Algumas expressões do ensinamento
- "O Pai não se origina de ninguém; o Filho se origina do Pai apenas; e o Espírito Santo se origina tanto do Pai quanto do Filho, igualmente" — do Quarto Concílio Laterano (1215).[141]
- Uma declaração contra os albigenses e outros hereges: "Nós confessamos que o Espírito Santo procede eternamente do Pai e do Filho, não como dois princípios, mas como um; não como duas inspirações, mas como uma". — Segundo Concílio de Lyon (1274).[142]
- O Pai não foi gerado; o Filho foi gerado pelo Pai; o Espírito Santo procede do Pai e do Filho — Concílio de Florença (1438-45).[143][144][145]
- O Concílio de Florença continua explicando: "O Espírito Santo é eternamente do Pai e do Filho e tem sua natureza e subsistência de uma vez só (simul) do Pai e do Filho. Ele procede eternamente de ambos como de um único princípio e através de uma inspiração… E, uma vez que o Pai deu ao Seu Unigênito Filho, ao gerá-Lo, tudo o que o Ele tem, exceto ser o próprio Pai, assim o Filho recebeu do Pai, por quem Ele foi eternamente gerado, isto também, nomeadamente, o fato de que o Espírito Santo procede do Filho."[146]
- "Nós declaramos que quando os santos padres e doutores afirmam que Espírito Santo procede do Pai pelo Filho, isto implica que, portanto, também o Filho deve ser entendido, de acordo com os gregos, como causa, e, com os latinos, como princípio da subsistência do Espirito Santo, exatamente como o Pai. — Sexta sessão do Concílio de Florença.[147]
- Condenação do Segundo Concílio de Lyon (1274) aos que "presumem negar que o Espírito Santo procede eternamente do Pai e do Filho".[142]

#### Observações
A Igreja Católica não pretende que a expressão Filioque seja parte do texto original do Credo niceno-constantinopolitano: não a inclui quando cita esse Credo, como no documento de 6 de agosto de 2000, Dominus Iesus. Na liturgia, a Igreja Católica não inclui a frase correspondente à Filioque (καὶ τοῦ Υἱοῦ) ao texto grego do credo, mesmo para os católicos de rito latino. Os papas João Paulo II e Bento XVI recitaram o credo niceno-constantinopolitano juntamente com os patriarcas Demétrio I e Bartolomeu I, em grego, sem a cláusula Filioque. Adicionalmente, as Igrejas Católicas Orientais não necessariamente incluem a Filioque em suas versões do Credo niceno-constantinopolitano. Mesmo as que não são de tradição grega e que incorporaram a Filioque em sua recitação do credo são oficialmente encorajadas a omiti-lo.
O acordo que suportou a União de Brest, de 1595, expressamente declarou que todos os que entrassem em comunhão plena com Roma "deveriam permanecer com tudo o que lhes fora legado na Bíblia, no Evangelho, e nas obras dos santos doutores gregos, ou seja, que o Espírito Santo procede, não de duas fontes e não por dupla procedência, mas de uma origem, do Pai pelo Filho".
A crença de que o Espírito Santo procede, neste sentido, "do Pai e do Filho" foi mantida no ocidente nas fases iniciais do conflito. Anthony Edward Siecienski identifica Hilário de Poitiers (c. 300 - c. 368), o "Atanásio do ocidente", e Santo Agostinho (354 - 430) como "as principais fontes patrísticas para a doutrina latina da Filioque". Mesmo antes de Roma e de o Concílio de Calcedônia (451) ter recebido e reconhecido o Credo niceno-constantinopolitano com sua expressão "do Pai", o Papa Leão I declarou, em 446, que o Espírito Santo procede tanto do Pai quanto do Filho. A doutrina da procedência do Espírito Santo a partir do Pai e do Filho já era professada de forma unânime no ocidente. A Igreja Católica Romana reconhece que, em grego, a palavra utilizada no Credo niceno-constantinopolitano para demonstrar a procedência do Espírito Santo não pode ser corretamente utilizada a respeito do Filho, mas apenas a respeito do Pai, uma dificuldade que não aparece em outras línguas.
O Papa Leão III estava assim repetindo os ensinamentos de São Leão Magno, o papa cujo Tomus o Concílio de Calcedônia aprovou como decisivo e que, em 447, antes mesmo do Reino Franco Merovíngio ter sido estabelecido, já tinha confessado a doutrina da Filioque como dogma.

#### Monarquia do Pai no ocidente
A monarquia do Pai é uma doutrina mantida não apenas pelos que, como Fócio, defendiam a procedência apenas do Pai. É também defendida pelos teólogos que defendem a procedência a partir do Pai pelo Filho ou a partir do Pai e do Filho. Exemplos citado no livro "The Filioque: History of a Doctrinal Controversy", de A. Edward Siecienski, incluem Bessarion, Máximo, o Confessor, Boaventura e o Concílio de Worms (868). A mesma afirmação é feita por Jürgen Moltmann.
A mesma afirmação foi feita pelo Pontifício Conselho para a Promoção da Unidade dos Cristãos, que também afirma que não apenas a tradição oriental, mas também a latina da Filioque "reconhece que a 'monarquia do Pai' implica que o Pai é a única causa trinitária (αἰτία) ou Princípio (principium) do Filho e do Espírito Santo".
A Igreja Católica Romana, rejeitando a noção de que o Espírito Santo proceda conjuntamente e igualmente de dois princípios (Pai e Filho), ensina — dogmaticamente — que "o Espírito Santo procede eternamente do Pai e do Filho, não como sendo dois princípios, mas como um único". Como o Catecismo da Igreja Católica declara, o Pai é a origem primeira do Espírito, enquanto «princípio sem princípio», mas também, enquanto Pai do Filho Único, é com Ele «o princípio único de que procede o Espírito Santo».

### Anglicanismo
Em 1978, a Conferência Lambeth da Comunhão Anglicana requisitou que "todas as Igrejas membros da Comunhão Anglicana deveriam considerar se omitir a cláusula Filioque do Credo niceno-constantinopolitano e que a Comissão Doutrinária Conjunta Anglicana-Ortodoxa deveria, através do Conselho Consultivo Anglicano, assisti-las para apresentar os relativos temas teológicos aos orgãos sinódicos competentes e ter a responsabilidade para as eventuais consultas necessárias com outras igrejas de tradição ocidental".
Em 1988, a conferência "solicitou que se considerasse novamente a cláusula Filioque, reconhecendo que ela é um grande ponto de discórdia (com a Igreja Ortodoxa)… recomendando às províncias da Comunhão Anglicana que, em revisões futuras da liturgia, o Credo niceno-constantinopolitano seja impresso sem a cláusula Filioque.". Numa reunião subsequente entre os Primados Anglicanos e o Conselho Consultivo Anglicano, em 1993, passou-se uma resolução que urge às Igreja Anglicanas que se comprometam com o pedido de que "em futuras revisões litúrgicas, o Credo niceno-constantinopolitano seja impresso sem a cláusula Filioque."
A recomendação não foi especificamente renovada nas Conferências de Lambeth de 1998 e 2008 e não foi implementada.
Em 1985, a Convenção Geral da Igreja Episcopal dos Estados Unidos recomendou que a cláusula Filioque seja removida do Credo de Niceia, decisão que teria sido endossada pelo Concílio de Lambeth de 1988. Em acordo com a adecisão, em sua convenção geral de 1994, a Igreja Episcopal reafirmou sua intenção de remover o trecho "e do Filho" do Credo de Niceia na próxima revisão do Livro de Oração Comum.
A Igreja Episcopal Escocesa não utiliza a cláusula "Filioque" em seu livro de uso litúrgico.
Desde 2015 a Igreja Episcopal Anglicana do Brasil não imprime a cláusula em sua versão do Book of Common Prayer, que é o Livro de Oração Comum. Entretanto, algumas paróquias da IEAB, em circunstâncias muito específicas e devido à negligência de parte do clero, pode vir a utilizar versões de liturgias (como liturgias estrangeiras) contendo a cláusula em questão. De qualquer modo, a cláusula não é utilizada pela Província Anglicana do Brasil em sua liturgia oficial desde 2015.

### Ortodoxia
| “ | Sobre o Espírito Santo, não está dito que ele existe a partir do Filho ou pelo Filho, mas que Ele procede do Pai e tem a mesma natureza que Filho, sendo na realidade o Espírito do Filho estando Uno em essência com Ele | ” |
|   | — Teodoreto, cujos escritos contra Cirilo de Alexandria e o Terceiro Concílio Ecumênico foram condenados pelo Quinto Concílio Ecumênico.                                                                                  |   |

| “ | Creio [...] no Espírito Santo, [...] que procede do Pai pelo Filho            | ” |
|   | — Tarásio Patriarca Ecumênico, citado nos actos do Sétimo Concílio Ecumênico. |   |

#### Teologia ortodoxa

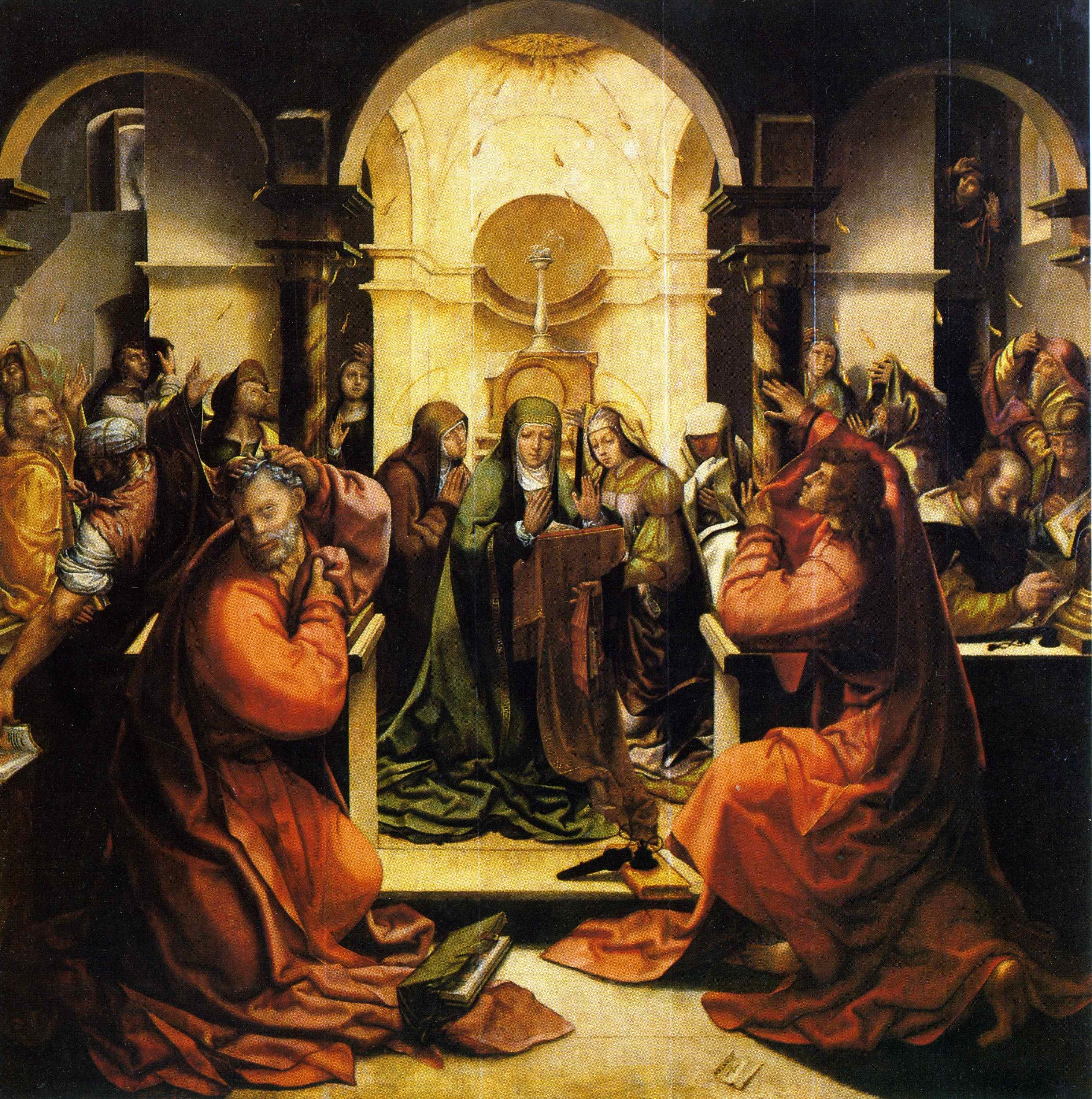
Espírito Santo enviado 'no tempo', no Pentecostes.
Por Grão Vasco (1534-35), na capela da portaria do mosteiro de Santa Cruz de Coimbra.

No cristianismo ortodoxo, a teologia se inicia com a pessoa ou hipóstase do Pai e não a essência de Deus, uma vez que na Bíblia o termo "Deus" quase sempre usa-se como nome para o Pai: fala-se do Filho como "Filho de Deus", e do Espírito Santo como "Espírito de Deus". O Filho nasce do Pai e o Espírito procede do Pai, cada um na mesma acção atemporal e eterna do ser do Pai. O ser ou essência de Deus — não criada — é chamada em grego de ousia. O Filho e o Espírito Santo compartilham da mesma natureza do Pai, são "consubstanciais" ao Pai. Todos os atributos da divindade que pertencem ao Pai pertencem também absoluta e identicamente ao Filho e ao Espírito: a vida, o amor, a sabedoria, a verdade, etc.
Na terminologia ortodoxa o Pai, o Filho e o Espírito Santo chamam-se três pessoas divinas; neste contexto a palavra "pessoa" ou "hipóstase" quer dizer um sujeto de existência. Cada pessoa ou hipóstase é divina com a mesma divindade, mas cada uma a sua própria maneira divina. Como a divindade incriada tem três sujetos divinos, assim também cada ação divina tem três atores divinos; há três sujetos divinos para cada ação de Deus, mas a ação continua a ser uma e a mesma coisa. Os três vivem e agem por uma única e mesma perfeição divina, mas cada um de acordo com a sua própria distinção pessoal e singularidade.
É esta imanência da Trindade que foi definida na Credo niceno-constantinopolitano do ano 381. A atividade e realidade da Trindade na criação são chamadas de energias de Deus, pois Deus, como criador, é a luz e esta luz não criada (energia) é a fonte a partir da qual todas as outras coisas derivam a sua existência. A "economia" de Deus, a forma como ele se expressa na realidade (suas energias), não foi o tema direto do credo, assim como não foram também as especifidades das inter-relações entre os sujetos de existência de Deus, as pessoas divinas. A tentativa de se utilizar do Credo de Niceia para explicar as energias de Deus reduzindo as hipóstases a meras energias (realidades, atividades, potencialidades) pode ser percebida como uma forma da heresia semi-modalista. Alguns teólogos ortodoxos alegam este problema no ensinamento de teólogos da Igreja Católica sobre o chamado actus purus.
A interpretação da Igreja Ortodoxa é que o Espírito Santo procede do Pai unicamente. Fócio afirmou que a Filioque confunde a teologia como definida no primeiro concílio de Constantinopla. A ideia que a frase "o Espírito procede do Pai e do Filho" signifique que o Espírito Santo tem duas origens foi rejeitada pelos próprios latinos no Concílio de Florença. Na ocasião, a Igreja Católica afirmou que a expressão "pelo Filho" deve ser entendido no sentido que o Espírito Santo tem a causa de sua subsistência no Pai e também no Filho.

#### Pontos de vista de santos ortodoxos
A cláusula Filioque foi qualificada como heresia por alguns dos santos da Igreja Ortodoxa, incluindo Fócio (c. 810/820 - c. 893}}), Marcos de Éfeso (1438-1445) e Gregório Palamas (1296-1359), que são tidos como os Três Pilares da Ortodoxia. O metropolita Hierotheos (Vlachos) de Nafpaktos afirma que é parte da tradição ortodoxa que a .escolha das palavras desta passagem no Credo de Niceia sobre o Espírito Santo, como utilizadas no oriente, foram escolhidas por Gregório de Níssa. Ele estava participando do concílio e lá escreveu a passagem, que foi aceita no concílio de Constantinopla de 381.. São Gregório de Níssa não dá, porém, nenhuma indicação explícita no credo que indique que a Filioque, como entendida no ocidente posteriormente, seria ou não seria uma fórmula que ele teria endossado.
Acima dão-se nomes de outros santos orientais da Igreja Ortodoxa, como Epifânio (c. 310/320 - 403) e Cirilo de Alexandria (c. 376 - 444), que falaram do Espírito Santo como procedido da Pai e do Filho. Além disso, a Igreja Ortodoxa reconhece como santos os Padres da Igreja ocidentais Hilário de Poitiers (c. 300 - c. 368), Ambrósio (337/340-397), Agostinho de Hipona (354-430), e Papa Leão I (c. 400-461), dos quais o último confessou a doutrina dogmaticamente em 447. De época posterior, mas ainda antes da inserção da cláusula no credo, é o santo oriental Máximo, o Confessor (580-662), quem defendeu a doutrina ocidental.

#### Pontos de vista de teólogos ortodoxos
Michael Pomazansky afirma que o Credo de Niceia, como Símbolo de Fé e dogma, deve endereçar e definir a teologia da igreja, especificamente o entendimento ortodoxo trinitário de Deus. A hipóstase do Pai no Credo de Niceia é a origem de tudo. De fato, durante o período bizantino, o partido dos ortodoxos acusou os latinos que apoiavam a Filioque de introduzir "dois Deuses", precisamente por acreditarem que a cláusula implicava em duas causas — não apenas duas fontes ou princípios — na Santíssima Trindade. A tradição patrística grega, pelo menos desde os padres capadócios, identifica Deus com a pessoa do Pai enquanto que Santo Agostinho parece identificá-lo com a "substância divina" (deitas ou divinitas). Os teólogos ortodoxos também afirmam que as passagens do Novo Testamento geralmente citadas pelos latinos falam da economia ao invés da ontologia do Espírito Santo e que, para resolver este conflito, os teólogos ocidentais fizeram ainda outras mudanças na doutrina, incluindo declarar que todas as pessoas da Trindade tem sua origem na essência de Deus (o que seria a heresia do sabelianismo).
O Pai é a realidade eterna, infinita e não criada e tanto Cristo quanto o Espírito Santo seriam também eternos, infinitos e não criados, no sentido de que sua origem não está na "substância" (ousia) de Deus, mas na hipóstase de Deus chamada de Pai. A dupla procedência do Espírito é similar aos ensinamentos de Macedônio I de Constantinopla e de sua seita, chamada depois de pneumatômacos, no sentido de que o Espírito Santo seria criado pelo Filho e inferior ao Pai e ao Filho. Foi a posição de Macedônio que provocou esta específica escolha de palavras na seção sobre o Espírito Santo por Gregório de Níssa na versão final do Credo de Niceia.
No julgamento destes ortodoxos, a Igreja Católica está, na realidade, ensinando como dogma que o Espírito Santo deriva sua origem e seu ser igualmente do Pai e do Filho, fazendo da Filioque a expressão da dupla procedência. E é exatamente isto que Máximo, o Confessor, afirmou em sua obra no século VII como sendo erro e que seria algo que o ocidente não estaria fazendo.
Nem todos os teólogos ortodoxos compartilham do ponto de vista adotado por Vladimir Lossky, Dumitru Stăniloae, John Romanides e Michael Pomazansky, que condenam a Filioque. Há uma visão liberal na tradição ortodoxa que é mais receptiva à Filioque. A "Encyclopedia of Christian Theology" lista Vasily Bolotov, Paul Evdokimov, I. Voronov e Sergei Bulgakov como entendendo a Filioque como uma opinião teológica permissível (ou theologoumenon). Como um theologoumenon é uma opinião sobre o que é definido fora do dogma, no caso de quaisquer teólogos ortodoxos receptivos à Filioque, é incerto se eles algum dia aceitariam que ela fosse adicionada ao Credo para toda a Igreja ou se eles a entendem apenas como algo exclusivo da igreja ocidental latina. Para Vasily Bolotov, esta visão é confirmada por outras fontes, mesmo que elas não defendam explicitamente esta posição. Porém, Bolotov rejeita firmemente a Filioque na procedência do Espírito a partir do Pai.
A obra "The Comforter", de Sergei Bulgakov afirma:
| “ | "a partir do Filho" e "pelo Filho" são opiniões teológicas que foram dogmatizadas prematuramente e erroneamente. Não há dogma sobre a relação do Espírito com o Pai e, portanto, opiniões particulares sobre este assunto não são heresias, mas apenas hipóteses dogmáticas que foram transformadas em heresias pelo espírito cismático que se estabeleceu na Igreja e que explora todas as formas de diferenças litúrgicas e até mesmo culturais [ênfase no original] | ” |
|   | — Sergei Bulgakov. |   |

Boris Bobrinskoy enxerga que a Filioque tem um conteúdo teológico positivo. O bispo Kallistos Ware sugere que o problema seja de semântica ao invés de uma diferença teológica básica.
Diversos teólogos ortodoxos consideraram a Filioque novamente, com o objetivo de possibilitar a reconciliação entre o oriente e o ocidente. Theodore Stylianopoulos propôs, em 1986, uma visão geral, extensa e acadêmica sobre esta discussão contemporânea. Vinte anos após ter escrito a primeira edição de seu livro (em 1975), "A Igreja Ortodoxa", o metropolita Kallistos de Diocleia afirmou que ele mudou de ideia e concluiu que "o problema é mais na área da semântica e na diferente ênfase do que em diferenças doutrinárias básicas": 'o Espírito Santo procede do Pai apenas' e 'O Espírito Santo procede do Pai e do Filho' podem 'ambos' terem significados ortodoxos se a palavra 'procede' tiver significados diferentes". Para alguns ortodoxos, portanto, a Filioque, embora ainda um tema de disputa, não seria um obstáculo à comunhão completa das igrejas católica e ortodoxa se os demais itens de contenda forem resolvidos. Mas outros tantos consideram que a Filioque está em flagrante contradição com as palavras de Cristo no Evangelho, foi especificamente condenada pela Igreja Ortodoxa e permanece sendo um ensinamento herético que divide o ocidente e o oriente.
Os cristãos ortodoxos também argumentam que, mesmo se a doutrina da Filioque puder ser defendida, a sua interpolação no Credo é anti-canônica. A Igreja Católica Romana, que, assim como a Igreja Ortodoxa, considera os ensinamentos dos concílios ecumênicos como infalíveis, "reconhece o valor conciliar, ecumênico, normativo e irrevogável, como expressão da única fé comum da Igreja e de todos os cristãos, do Símbolo professado em grego em Constantinopla em 381 pelo Segundo Concílio Ecumênico. Nenhuma profissão de fé peculiar a uma particular tradição litúrgica pode contradizer essa expressão de fé ensinada e professada pela Igreja indivisa", mas considera permissível adições que elucidem o ensinamento sem, de forma alguma, contradizê-lo e que não alegam ter, com base em sua inserção, a mesma autoridade que pertence apenas ao original. Ela permite ainda o uso do Credo dos Apóstolos além do Credo niceno-constantinopolitano e não vê nenhuma diferença essencial entre a recitação na liturgia de um credo com adições ortodoxas e uma profissão de fé fora da liturgia como a do patriarca Tarásio de Constantinopla, que apresentou uma forma do Credo niceno-constantinopolitano da seguinte maneira: "o Espírito Santo, o Senhor e doador da vida, que procede do Pai 'pelo Filho'".

## Atual situação intereclesial

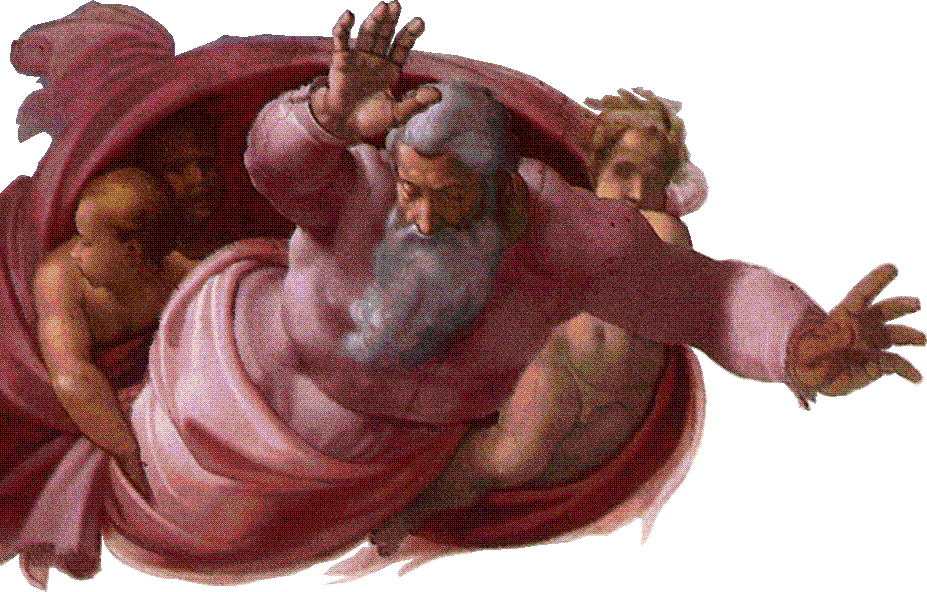
Deus Pai, a origem das outras pessoas da Trindade, segundo católicos e ortodoxos. A controvérsia se dá na definição da origem do Espírito Santo, se seria somente no Pai ou no Pai e no Filho.
Afresco de Michelangelo (1509), no teto da Capela Sistina, no Vaticano.

O teólogo ortodoxo Edward A. Siecienski afirma que nas últimas décadas têm sido levados a cabo passos importantes no caminho para uma situação em que as opiniões sobre a origem intratrinitária do Espírito Santo já não serão consideradas uma barreira para a plena comunhão entre a Igreja Católica e as Igrejas Ortodoxas. O Pontifício Conselho para a Promoção da Unidade dos Cristãos publicou em 1995 um estudo sobre as relativas tradições, a grega e a latina, para explicar a posição católica e seu contexto. O estudo encontrou nos círculos ortodoxos uma reação geralmente favorável. Em 2003, uma declaração conjunta de teólogos católicos e ortodoxos nos Estados Unidos repetiu o que já declarou o estudo da Santa Sé, a importante observação desse estudo, que os católicos, ao declarar que o Espírito Santo vem "também do Filho", não falam da ἐκπόρευσις do Espírito a partir da Pai, a única fonte da Trindade, mas de sua processio (termo latino que corresponde ao προϊέναι grego) na comunhão consubstancial do Pai e do Filho.
Steven R. Harmon notou a atenção que num simpósio realizado no Vaticano em 1982 foi dedicada à ideia de omitir a relativa cláusula no Credo niceno-constantinopolitano, como de fato fizeram vários papas ao recitarem o Credo em grego. E mencionou também o fato de que o texto grego do símbolo usado pelos católicos na Grécia é idêntico à dos gregos ortodoxos.
Na Encyclopedia of Eastern Orthodox Christianity Plested Marcus observa que os teólogos ortodoxos, embora opostos, por unanimidade, à inclusão da cláusula Filioque no Credo niceno-constantinopolitano, veem possibilidades de acordo nos campos da fraseologia e da doutrina. Já Serguei Bulgákov (1871–1944 ) afirmou que é necessário considerar a doutrina ocidental nem dogma, nem heresia, senão um theologoumenon, ou seja, uma opinião teológica aceitável. E com o Bulgákov concordam, segundo Karl Barth e Yves Congar, a maioria dos teólogos ortodoxos.
Nem todos os teólogos ortodoxos pensam assim. Além das muitas "pombas", há também — assim disse o bispo ortodoxo Kallistos (Timothy) Ware — os "falcões", que condenam a doutrina ocidental como heresia. Entre os mais conhecidos destes era Vladimir Losski (1903-1958), segundo o qual na doutrina ocidental encontra-se a raiz de todos os problemas de relações entre as duas Igrejas, e quem afirmou que a única razão dogmática para a divisão entre Oriente e Ocidente é a questão da origem do Espírito Santo: as outras divergências doutrinais seriam apenas o resultado de esta.